# Ben Hanley
Ben Hanley (Mánchester, 22 de enero de 1985) es un piloto de automovilismo británico.

## Carrera deportiva
Ben Hanley tuvo una exitosa carrera en el karting, ganando campeonatos y carreras, llegando a ser Campeón del Mundo de Karting. Ben Hanley corrió en las World Series by Renault en 2006 y 2007, y terminó subcampeón en 2007. Ben Hanley firmó con Campos Racing para correr en la GP2 Series en 2008. Su compañero es el ruso Vitaly Petrov. Ben Hanley también corrió en la segunda ronda de la GP2 Asia Series 2008, logrando un podio en su primera carrera de GP2.

## Resultados

### GP2 Series
(Clave) (negrita indica pole position) (cursiva indica vuelta rápida puntuable)

| Año  | Escudería                       | 1   | 1   | 2   | 2   | 3   | 3   | 4   | 4   | 5   | 5   | 6   | 6   | 7   | 7   | 8   | 8   | 9   | 9   | 10  | 10  | Pos. | Puntos | Ref.  |
| ---- | ------------------------------- | --- | --- | --- | --- | --- | --- | --- | --- | --- | --- | --- | --- | --- | --- | --- | --- | --- | --- | --- | --- | ---- | ------ | ----- |
| 2008 |                                 | BAR | BAR | EST | EST | MON | MON | MAG | MAG | SIL | SIL | HOC | HOC | BUD | BUD | VAL | VAL | SPA | SPA | MNZ | MNZ | 24º  | 1      | [ 2 ] |
| 2008 | Barwa International Campos Team | Ret | 9   | 17  | 6   | 16  | 14  |     |     |     |     |     |     |     |     |     |     |     |     |     |     | 24º  | 1      | [ 2 ] |
| 2008 | Durango                         |     |     |     |     |     |     | Ret | Ret |     |     |     |     |     |     |     |     |     |     |     |     | 24º  | 1      | [ 2 ] |